# Ken Jones
Kenneth "Ken" Jones (ur. 2 stycznia 1936 w Aberdare, zm. 18 stycznia 2013 w Stoke-on-Trent) – walijski piłkarz występujący na pozycji bramkarza. 

## Kariera klubowa
W swojej karierze Jones reprezentował barwy zespołów Cardiff City, Scunthorpe United, Charlton Athletic, Exeter City oraz Yeovil Town.

## Kariera reprezentacyjna
W 1958 roku Jones został powołany do reprezentacji Walii na mistrzostwa świata. Nie zagrał jednak na nich ani razu, a Walia odpadła z turnieju w ćwierćfinale. W drużynie narodowej nie rozegrał żadnego spotkania.